# Центрально-Европейский университет
Центрально-Европейский университет (ЦЕУ, англ. Central European University, венг. Közép-európai Egyetem) — англоязычное, аккредитованное в США и Австрии высшее учебное заведение, располагающееся в Вене. Основан в 1991 году в Праге, с 1993 года начавший работать в Будапеште (Венгрия) при финансовой поддержке американского финансиста венгерского происхождения Джорджа Сороса с целью развития открытого общества и демократии в странах Центральной и Восточной Европы и бывшего Советского Союза.
Научная работа и обучение студентов в таких областях, как социальные и гуманитарные науки, юриспруденция, публичная политика, экология и математика ведётся на английском языке на 12 факультетах, в школе бизнеса (CEU Business School), основанной в 1998 году, вне университета, а также в Гуманитарном центре, Центре административной политики, архивах Открытого общества.
ЦЕУ — международный университет, в котором учатся более 1500 студентов из ста стран. Большинство студентов получает финансовую поддержку в течение всего курса обучения, поскольку ЦЕУ имеет фонд 400 миллионов евро, обеспеченный создателем университета Джорджем Соросом. Более 100 профессоров из 30 стран преподают в ЦЕУ. Кроме того, Университет приглашает читать лекции и проводить семинары профессоров из других высших учебных заведений.

## История
Идея основать ЦЕУ зародилась в течение серии лекций, проведённых в хорватском городе Дубровнике весной 1989 года. ЦЕУ должен был стать университетом западного образца, основанным на идее открытого общества и посвящённым изучению политических, социальных и экономических изменений в посткоммунистических странах Европы. Первоначально кампусы университета были расположены в Праге, Будапеште и Варшаве. В результате политического давления со стороны чешского правительства Вацлава Клауса факультеты университета, находившиеся в Праге, были перемещены в Будапешт.
В первые годы существования большинство студентов Центрально-Европейского университета являлись гражданами стран Центральной Европы и бывшего Советского Союза, ныне в ЦЕУ отсутствует превалирующая национальность, а студенты приезжают из более чем 100 стран.
В XXI веке ЦЕУ был вовлечён в процесс глобализации и распространения принципов демократии и прав человека по всему миру. К настоящему моменту академическая задача ЦЕУ состоит в комбинировании региональных и международных научных подходов с использованием методик сравнительного анализа и интердисциплинарности. ЦЕУ активно вовлечён в развитие новых научных и политических направлений, а также в распространение идеи устойчивого развития.
ЦЕУ является международно признанным университетом, а также развитым исследовательским и аналитическим центром, который готовит своих выпускников к лидерству и инновациям в политической и академической сфере. ЦЕУ — это первый университет в Восточной Европе, открывший магистерские программы, посвящённые гендерным исследованиям и экологической политике. В 2009 году программа факультета политологии в ЦЕУ получила ранг выше, чем аналогичная программа в Оксфорде.
ЦЕУ поддерживает развитие открытого общества в Центральной и Восточной Европе и в странах бывшего Советского Союза с помощью создания студенческой и академической атмосферы, в которой теоретические и практические идеи изучаются и развиваются творчески и с использованием критического и сравнительного анализа. Одновременно с распространением демократических идей в развивающихся странах, ЦЕУ стал предоставлять финансовую помощь студентам и из этих стран.
14 октября 2007 года Джордж Сорос ушёл с поста председателя Совета ЦЕУ. Новым председателем Совета директоров был избран на 2-летний срок Леон Ботштейн (президент Bard College, Нью-Йорк), который ранее занимал пост заместителя председателя Совета. Сейчас Джордж Сорос является пожизненным попечителем ЦЕУ и почётным председателем Совета. 1 августа 2009 года новым ректором ЦЕУ вместо Иегуда Элкана (Yehuda Elkana) стал специалист в юриспруденции и правах человека Джон Шеттак (John Shattuck).
В 2015 году началась масштабная реконструкция университетского кампуса. Новое здание спроектировано с использованием самых современных и прогрессивных технологий и архитектурных концепций, оно строится с уважением к историческому облику Будапешта и с желанием сделать университет, открытый городу.
В апреле 2017 года поправки в венгерский закон об образовании запретили деятельность любого иностранного вуза, не имеющего учебной структуры в его родной стране. Под это ограничение подпал Центрально-Европейский университет, так как считается американским учебным заведением, но не имеет в США своей учебной базы. Всего в Венгрии подлежит закрытию 28 подобных учреждений, но лишь Центрально-Европейский университет организовал уличные акции с требованием отмены новых законодательных ограничений.
В 2019 в связи с изменениями законодательства Венгрии университет перенёс свою учебную деятельность в Вену. В Будапеште ЦЕУ сохранит исследовательские центры и архивы Открытого общества; кампус в венгерской столице останется местом проведения публичных лекций и дебатов.
В октябре 2023 года Генпрокуратура РФ объявила ЦЕУ «нежелательной организацией» на территории России.

## Руководство университета
| Годы      | Имя                | Специализация         | Альма-матер                             |
| --------- | ------------------ | --------------------- | --------------------------------------- |
| 1991-1993 | Уильям Ньютон-Смит | Философия науки       | Университет Куинс в Кингстоне (Онтарио) |
| 1993-1996 | Альфред Степан     | Политология           | Колумбийский университет (Нью-Йорк)     |
| 1997-1999 | Йозеф Яржаб        | Английская литература | Университет Палацкого (Оломоуц)         |
| 1999-2009 | Иегуда Элкана      | История               | Еврейский университет в Иерусалиме      |
| 2009-2016 | Джон Шэттак        | Международное право   | Йельский университет (Коннектикут)      |
| 2016-     | Майкл Игнатьев     | Публицистика          | Торонтский университет (Онтарио)        |

## Аккредитация
Центрально-Европейский университет организован по образцу американских университетов. Он аккредитован в США (штат Нью-Йорк) и Комиссией по Высшему Образованию Средних Штатов (Middle states commission on higher education), а с 2004 года также и в Венгрии.

## Факультеты и программы

### Факультеты
- Гендерные исследования (Gender Studies)
- Исследования этнических конфликтов (Nationalism Studies)
- История (History)
- Математика и прикладная математика (Mathematics and Its Applications)
- Медиевистика (Medieval Studies[13])
- Международные отношения и европейская международная политика (International Relations and European Studies)
- Общественная политика (Public Policy)
- Политология (Political Science)
- Социология и социальная антропология (Sociology and Social Anthropology)
- Философия (Philosophy)
- Экология и экологическая политика (Environmental Sciences and Policy)
- Экономика (Economics)
- Юриспруденция (Legal Studies)
- Школа управления (School of Public Policy)

### Программы
Магистерские программы (1 год)
- MA: Central European History; Economic and Legal Studies; Gender Studies; Human Rights; International Relations and European Studies; Medieval Studies[13]; Nationalism Studies; Philosophy; Political Science; Public Policy; Sociology and Social Anthropology
- MS[англ.]: Environmental Sciences and Policy
- LLM: Comparative Constitutional Law; Economic and Legal Studies; Human Rights; International Business Law
- MBA: Transnational Master’s of Business Administration (MBA); International Executive MBA (18 месяцев)

Магистерские программы (2 года)
- MA: Critical Gender Studies; Economic Policy in Global Markets; Environmental Sciences, Policy and Management (MESPOM, Erasmus Mundus); Economics; Historical Studies; Philosophy; Political Science; Public Policy (Erasmus Mundus program), Sociology and Social Anthropology; Women’s and Gender Studies (GEMMA, Erasmus Mundus); Women’s and Gender History (MATILDA, Erasmus program)
- MSc: Applied Mathematics
- MBA: Executive MBA (International Master’s in Management)

Докторские программы
- PhD: Comparative Gender Studies; Comparative History of Central, Southeastern and Eastern Europe; Economics; Environmental Sciences and Policy; Mathematics and its Applications; Medieval Studies; Philosophy; Political Science; Sociology and Social Anthropology
- SJD: Doctor of Juridical Sciences

## Университетская библиотека
Библиотека ЦЕУ обладает одной из крупнейших в Центральной Европе коллекций англоязычных печатных и электронных изданий в области гуманитарных и социальных наук. Библиотека содержит более 255 000 документов различных форматов и предоставляет доступ к обширному ряду академических электронных баз данных (The Central European University (CEU) Library: Mission Statement. Архивировано из оригинала 2 мая 2008 года.).
Архивы Открытого Общества (Open Society Archives или OSA) являются одной из ведущих мировых научно-исследовательских организаций, изучающих период холодной войны. Они содержат обширную коллекцию материалов, связанных с политической, социальной, экономической и культурной жизнью в коммунистическую эпоху. Коллекция включает в себя архив и стенограммы передач Радио «Свободная Европа» / Радио «Свобода», а также самое большое в мире собрание самиздата и запрещённых при коммунизме материалов из стран Центральной и Восточной Европы. В архиве также находятся постоянно пополняющиеся коллекции аудио и видеоматериалов и документов по правам человека и военным преступлениям.